# Futbolen Klub Ljubimec 2007
Il Futbolen Klub Ljubimec 2007 (in bulgaro Футболен клуб Любимец 2007?), meglio noto come Ljubimec 2007, è una società calcistica bulgara con sede nella città di Ljubimec.

## Storia
La squadra è stata fondata con il nome di Marica nel 1921. Nel 1947 la squadra cambiò nome in Strela. Negli anni 1960 la squadra assunse il suo nome attuale, cioè Ljubimec. La squadra ha gareggiato esclusivamente tra la terza e quarta divisione del calcio bulgaro e si sciolse al termine della stagione 1993-1994.
Nel 2007, tredici anni dopo, la squadra fu rifondata con il nome di Ljubimec 2007. Nella sua prima stagione, la squadra venne promossa per la prima volta in seconda divisione. Nella prima stagione nel calcio professionistico, la squadra chiuse al settimo posto.
Il 9 gennaio 2013, l'ex giocatore del club Veselin Velikov è stato annunciato come nuovo allenatore. Quattro mesi dopo ha guidato il Ljubimec alla promozione in A PFG per la prima volta nella storia del club, dopo aver concluso al secondo posto in B PFG.
La prima stagione in massima serie è iniziata con una vittoria per 1-0 sui campioni in carica del Ludogorec. Il Ljubimec ha ottenuto 9 punti nelle prime quattro partite, dove spiccano le vittorie contro la Lokomotiv Sofia e i partecipanti all'Europa League del Botev Plovdiv (2-1 in trasferta a Plovdiv). La squadra iniziò a perdere colpi dopo la quinta giornata, tuttavia, poiché è riuscita a vincere solo una delle prossime 18 partite nella stagione regolare. La squadra rimase nella poule retrocessione per il resto della stagione. Nella poule retrocessione, ha vinto solo una delle dodici possibili partite ed è retrocessa in B PFG, dopo aver terminato all'ultimo posto.
Nell'estate del 2014, la BFS ha deciso di rifiutare di concedere una licenza per partecipare alla serie cadetta al Ljubimec, analogamente ad altre squadre retrocesse in quell'anno dalla massima serie, Neftohimik Burgas e Pirin Goce Delčev. Ciò è stato fatto principalmente per motivi finanziari. Il Ljubimec è stato successivamente declassato alla terza serie, la V AFG.

## Palmarès

### Altri piazzamenti
- Vtora profesionalna futbolna liga:

Secondo posto: 2012-2013